# Самуа
Самуа (англ. Samois) — лесбийская феминистская БДСМ организация, существовавшая с 1978 по 1983 год в Сан-Франциско. Она была самой первой лесбийской БДСМ группой в США. Название происходит от Самуа-сюр-Сен, города, в котором жила домина Анн-Мари из романа «История О» французской писательницы Доминик Ори. Основателями организации были писательница Пэт Калифия, которая в то время идентифицировала себя как лесбиянку, Гейл Рубин и шестнадцать других женщин.
Самуа осуждала (а иногда пикетировала) антипорнографическая феминистская организация «Женщины против насилия в порнографии и средствах массовой информации». «Женщины против насилия в порнографии и средствах массовой информации», как и поздние антипорнографические феминистки, категорические выступали против садомазохизма, рассматривая его как ритуализированное насилие над женщинами. Члены Самуа придерживались противоположной точки зрения и считали, что их способ практики БДСМ полностью совместим с феминизмом. Они утверждали, что взгляды на сексуальность «Женщин против насилия в порнографии и средствах массовой информации» были консервативными и пуританскими. Конфликт этих групп — один из первых в серии сексуальных войн между феминистками. Самуа выступали на стороне движения, которое позже получило название сексуально-либерального феминизма.
Книга «Приход к власти», опубликованная участницами Самуа в 1981 году, стала основополагающей работой лесбийского БДСМ-движения.
Организация распалась в 1983 году из-за личных распрей участниц; однако в 1984 году Гейл Рубин оказала помощь в создании другой БДСМ организации — The Outcasts. The Outcasts просуществовали до 1997 года, пока также не раскололись из-за распрей. Отколовшаяся группа The Exiles существует по настоящее время и продолжает традиции Самуа и The Outcasts.